# المجتمع الريفي في الصين

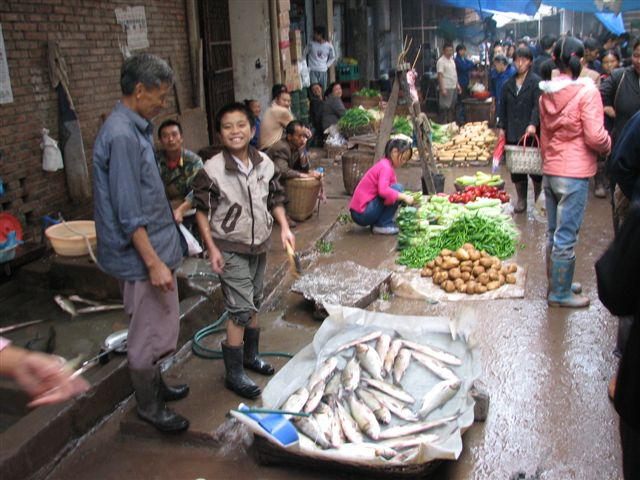
بائعو السمك في سوق الفلاحين في دانشان، سيشوان، أيلول (سبتمبر) 2005

المجتمع الريفي في جمهورية الصين الشعبية (Rural society in China) : ينتمي أكثر من نصف سكان الصين (حوالي 55٪) إلى المجتمع الريفي، ويتباينون من حيث مستوى المعيشة وأنماط الحياة. شهدت بعض المناطق الساحلية والجنوبية والريفية زيادة تنموية، لكن إحصائيات الاقتصادات الحضرية في المناطق الشمالية الغربية والغربية تشير إلى أن المجتمع الريفي لا يزال ذا مستوى منخفض وبدائي؛ فالاحتياجات الأساسية مثل المياه ووسائل النقل لا يزال فيها مشكلة كبيرة.

## التاريخ

### تأسيس جمهورية الصين الشعبية
كان واحدا من الاحزاب المعلنة الرئيسية الحزب الشيوعي الصيني (CPC) أثناء صعوده إلى الشهرة بين عامي 1921 و 1949 كان يعمل على تحسين مستوى معيشة المواطن الصيني العادي، كانت الغالبية العظمى منهم من سكان الريف. خلال فترة ما قبل عام 1936، لعب الحزب الشيوعى الصينى دورا رئيسيا في تحويل الحياة الريفية في المناطق التي يوثر عليها أو التي يسيطر عليها. وكان الريف منطقة رئيسية للإصلاح الزراعي، حيث سيطر على أصحاب الأراضي التقليدين والفلاحين الأثرياء. كان هذا يسمى بالكولخوزات. شهدت الصين في أوائل فترة ما بعد عام 1949 زيادة في انتشار الازدهار الزراعي، انتشار الكهرباء، المياه الجارية، والتكنولوجيا الحديثة إلى المناطق الريفية. ومع ذلك، في أواخر الخمسينات كان لا يزال هناك الكثير من الأمور التي يتعين القيام بها. وأشار ماو إلى أنه معظم الفوائد ليست مستحقة إلى المناطق الريفية، لأن الغالبية العظمى من الصينيين ما زالوا يعيشون في المراكز الحضرية، والذين هم كانوا التركيز الظاهري للثورة. كان في توجيه الموارد درجات متفاوتة، بما في ذلك الحصص الغذائية إلى سكان المدن وسكان الريف مما ادى إلى فشل الثورة الثقافية.

### قفزة عظيمة للأمام
خلال القفزة الكبرى إلى الأمام من العام 1958 إلى عام 1961، حاول قادة الصين تسريع العمل الجماعي وزيادة وتيرة الإنتاج الصناعي في جميع أنحاء البلاد، وخاصة في المناطق الريفية. في الغالب يكون المشاركة في الإنتاج الصناعي على نطاق صغير، مثل وظيفة صهر المعادن الصلبة. كان يعتقد أنه من خلال العمل الجماعي في صهر المعادن الصلبة سيتجاوز المملكة المتحدة في غضون 15 عاما فقط من بداية «القفزة».
تم إنشاء بلدية تجريبية في مقاطعة خنان في وقت مبكر من عام 1958، وسرعان ما انتشرت البلديات في جميع أنحاء البلاد. تم إنشاء ما يقرب من 25,000 بلدية، ولكل منها حوالي 5000 أسرة. وكان الأمل في الإنتاج والتصنيع من خلال الاستفادة من العرض الهائل من العمالة الرخيصة وتجنب الاضطرار إلى استيراد الآلات الثقيلة. وقد تم بناء أفران صغيرة لصهر العادن الصلبة في كل بلدية، حيث انتج الفلاحين شذرات صغيرة من الحديد المسبوك المصنوع من معادن الخردة، بشكل متزامن في جميع مجتمعات الفلاحين.
والآن ينظر إلى القفزة الكبرى إلى الأمام على نطاق واسع، داخل وخارج الصين على حد سواء، كما كان هناك كارثة اقتصادية كبرى، الفلاحين في كثير من الأحيان بدأوا التخلي عن الزراعة للعمل في إنتاج المواد الصلبة أو العمل في الإنتاج الصناعي. عرفت السنوات الثلاث بين عامي 1959 و 1962 باسم «الثلاث السنوات المريرة»، و«ثلاث سنوات من الكوارث الطبيعية» (على الرغم انه الآن نادرا ما يستخدم هذا الاسم في الصين)، والكارثة الكبرى كانت في المجاعة، عانى الشعب الصيني من نقص حاد من الطعام. كانت لهذه الفترة تأثير كبير على تاريخ الحياة الريفية في الصين.

### حقبة ما بعدماو تسي تونغ
تحت حكم دينج شياو بينج، شهد الاقتصاد الصيني تحولات جديدة، من نهج الزراعة الجماعية إلى حصص الإنتاج القائم على الأسرة. تحسّنت مناطق كثيرة في الصين خاصة الجنوبية والساحلية، بشكلٍ كبير بعد إصلاحات دينج في مستوى المعيشة. حيث جلب شركات الإنتاج الصناعي إلى المناطق الريفية وعلى طول السواحل جنوبية فتحت هذه المجتمعات الريفية إلى المزيد من الازدهار الاقتصادي. (لقد تحولت فكرة الإنتاج الصناعي في المناطق الريفية تحت حكم ماو ولكن مع نجاح محدود؛ على سبيل المثال، المنشآت الصناعية في المناطق النائية كان جهود الإنتاج فيها قليل) ولكن سرعان ما ظهر خلل من الشمال، وبقي غرب الصين في درجات أدنى بكثير في التنمية الاقتصادية، وهو الوضع الذي لا يزال قائما إلى القرن ال21. ومع ذلك، هناك العديد من العوامل المعقدة التي ساهمت في هذا الوضع. على سبيل المثال، المسافات البعيدة، والجغرافيا في كثير من الأحيان تكون أكثر صعوبة في المناطق الغربية والداخلية، والسكان أكثر انتشارا بها؛ الهياكل الاجتماعية تلعب دورا أيضا في التركيبة السكانية والبنية الاجتماعية في هذه المناطق لانه غالبا ما تختلف كثيرا عن تلك الواقعة على ساحل الصين.
وتضمنت إصلاحات دينج شياو بينج إنتاج إدارة مركزية لتخطيط الاقتصاد الكلي والكفاءة الفنية يديرها البيروقراطيين، والتخلي عن أسلوب حملة ماو في البناء الاقتصادي. أستمر دينج شياو بينج إلى الحد الذي شدد فيه على أولوية الإنتاج الزراعي وتشجيع الامركزية في عملية صنع القرار في الفرق الاقتصادية الريفية والأسر الفلاحية الفردية، على الصعيد المحلي، بدلا من النداءات السياسية، وكان لاستخدامها تحفيز القوى العاملة، بما في ذلك الحوافز المادية من خلال السماح للفلاحين كسب دخل إضافي من خلال بيع المنتجات الخاصة في السوق الحرة.
وانتعشت الأسواق الريفية من خلال بيع منتجات محلية للفلاحين والمنتجات الفائضة من البلديات في إطار نهج دينج للمزيد من السوق الحر الاقتصادي. لم تكتف زيادة الأسواق الريفية في الإنتاج الزراعي، حيث حفز التنمية الصناعية أيضا. كان الفلاحين قادرين على بيع المحاصيل الزراعية الفائضة في السوق المفتوحة، ذلك حفز الاستهلاك بشكل جيد وأيضا لخلق الإصلاحات الاقتصادية أكثر.
لا تزال التنمية غير متوازنة، حيث أن المناطق المزدهرة للغاية تتفوق بكثير على المناطق الفقيرة جدا حيث يجد الآباء صعوبة كبيرة في تحقيق ما يكفي من الدخل لضمان إرسال أطفالهم إلى المدرسة، على الرغم من ان رسوم التعليم منخفضة بالفعل. في الواقع هناك اختلالات تعليمية واجتماعية فهي السمة البارزة لهذه التنمية غير المتوازنة.
أحد الاتجاهات المستجدة منذ بداية التسعينات هو «السكان المتنقلين» أو «الناس السود»، المهاجرين من الريف (民工) إلى المناطق الحضرية بحثا عن العمل. بعد التطورات الأخيرة، يفتقر سكان الريف لإذن قانوني لإعادة التوطين في المناطق الحضرية من دون موافقة، ولكن من بين عشرات ومئات الملايين توطن بعض الناس بحثا عن فرص عمل. وقد وجدوا الكثير من العمل، في قطاع البناء وغيرها من القطاعات مع أجور وفوائد منخفضة نسبيا، والمخاطر عالية في مكان العمل. وقد وضعت العديد من القضايا الاجتماعية نتيجة لذلك وهي التمييز بين الريفين في المدن، والعزلة النفسية من المهاجرين من الريف، والبعض منها قد أدى إلى جرائم. في هذا المعنى من الحياة الريفيون قد «دخلوا» المدن.
كان الافتقار إلى فرص العمل على نحو متزايد في العديد من المناطق الريفية، وبالتالي الرغبة الواضحة في توطين المناطق الحضرية. بطبيعة الحال فرص العمل لا تزال محدودة، والكثير من الذين انتقلوا إلى المدن للعثور على فرص فقد كانت ضالة أكثر بكثير مما كان متوقعا. وتشير الإحصاءات إلى وجود نسبة عالية جدا من سكان المناطق الريفية عاطلون عن العمل كليا أو جزئيا. حفز تطوير المناطق الاقتصادية الخاصة أيضا النمو الريفي في بعض أجزاء من الصين.
في عام 2013، أعلنت الصين عن خطة جديدة للحد من الفقر وتطوير المناطق الريفية الفقيرة من خلال رفع نمو دخل المزارعين الريفيين والحد من العقبات في التنمية الزراعية. وتشمل خطة الترويج لأنواع جديدة من الشركات الزراعية، مثل المزارع العائلية والتعاونيات المنظمة، وتشجيع المؤسسات الصناعية والتجارية للاستثمار في الزراعة.

## العمل الجماعي والحالة الاجتماعية
كان أول عمل كبير لتغيير مجتمع الريفي هو الإصلاح الزراعي في أواخر عقد 1940 وعقد 1950، حيث أرسل الحزب الشيوعي الصيني فرق عمل إلى كل قرية لتنفيذ سياسة إصلاح الأراضي. كان هذا في حد ذاته عرضاً لم يسبق له مثيل من السلطة الإدارية والسياسية. كان للإصلاح الزراعي عدة أهداف ذات الصلة. وكانت الفرق تعمل لإعادة توزيع بعض الأراضي (وليس الكل) من العائلات الثرية أو من ملاك الأراضي لأفقر شرائح السكان، وذلك لإحداث توزيع أكثر إنصافاً في وسائل الإنتاج الأساسية. قلب نظام القرية الذي قد يكون يعارض الحزب وبرامجه، لوضع زعماء القرى الجدد من بين الذين تظاهروا بالالتزام بأهداف الحزب. وليعلم الجميع أن الحزب يفكر في وضع الطبقة بدلا من القرابات أو العلاقات الزبائنية.
عقدت فرق العمل الحزبي سلسلة واسعة من الاجتماعات سعياً لتحقيق هدف آخر، حيث تم تصنيف جميع أسر القرية إما ملاّكاً أو فلاحين أغنياء أو فلاحين فقراء. تمت هذه التسميات استناداً إلى حيازات العائلة والوضع الاقتصادي العام تقريباً بين عامي 1945 و 1950، وأصبح جزءاً دائماً وراثية من هوية كل أسرة، وفي وقت متأخر من عام 1980، كان هناك عائلات لا تزال تعاني من معيقات فرص القبول في القوات المسلحة والكليات والجامعات والوظائف الإدارية المحلية وحتى احتمالات الزواج.
وقد تم الانتهاء من العمل الجماعي في الزراعة بشكل أساسي مع إنشاء بلديات الشعب في عام 1958. البلديات كانت كبيرة وتحتضن عشرات القرى. والمزمع أن تكون المنظمات متعددة الأغراض، وتجمع بين الوظائف الإدارية والاقتصادية المحلية. وفي ظل نظام البلدية، الأسرة ظلت هي الوحدة الأساسية للاستهلاك وبقيت بعض الاختلافات في مستويات المعيشة. على الرغم من أنها لم تكن كما كانت قبل الإصلاح الزراعي. مع ذلك بموجب هذا النظام الترقي المطلوب كان أن يصبح للفريق أو البلدية كادر.

## إلغاء نظام المزارع الجماعية
في ظل النظام الكولخوزات، وبقاء إنتاج الحبوب، سكان الصين تضاعف تقريبا بين عامي 1950-1980، وكان لسكان الريف ضمان مستوى الأمن ولكنه غير متزن. لان نظام الكولخوزات يقدم عدة احتمالات للنمو الاقتصادي السريع. كان هناك بعض الاستياء مع النظام الذي يعتمد اعتمادا كبيرا على الأوامر العليا. في أواخر السبعينات بدأ الإداريين في البلديات على المستوى الأقليمي يعانون من انخفاض العائدات وتدني مستويات المعيشة، وترتب ذلك من تجريب أشكال جديدة من الحيازة والإنتاج. ففي بعض الاحيان اتخذت شكل من اشكال تفكك فرق الإنتاج الجماعي، والتعاقد مع الأسر الفردية للعمل في أجزاء معينة من الأراضي. فقد كان توسيع مجموعة متنوعة من المحاصيل وتربية الماشية من التجارب الشعبية الناجحة، سرعان ما امتدت إلى جميع المناطق. وبحلول فصل الشتاء من عام 1982-1983، ألغيت البلديات الشعبية. وحل محلها  البلديات الإدارية وعدد من الفرق المتخصصة أو الشركات التي غالبا ما تكون مستأجرة، هذا التغير وفر خدمة الجرارات الزراعية (لتراكتورات) والخدمات المالية.
وأدت الإصلاحات الزراعية في وقت مبكر من ثمانينات القرن الماضي لعدد كبير الترتيبات الجديدة المربكة للإنتاج والعقود، الكامنة وراء تباين النماذج الإدارية والتعاقدية وكانت العديد من المبادئ والاتجاهات الأساسية  في المقام الأول، وظلت الأرض وسيلة أساسية للإنتاج، فقد كان يتم التعاقد مع الأسر الفردية، لان هذه الأسر لا تملك الأراضي. أصبحت الأسرة في معظم الحالات وحدة اقتصادية أساسية، وكانت مسؤولة عن الإنتاج والخسائر. تم ترتيب معظم النشاطات الاقتصادية من خلال العقود، والتي عادة توفر كمية معينة من السلع أو المبالغ المالية من الحكومة للبلدات في مقابل استخدام الأراضي، وورش العمل، والجرارات.
وكان الهدف من نظام التعاقد زيادة الكفاءة في استخدام الموارد والاستفادة من مبادرة الفلاحين. وتم استبدال شرط صارم يقضي أن جميع القرى تنتج الحبوب بنسبة معينة لادراك مزايا التخصيص والتبادل. فضلا عن دور ألكبير للأسواق بعض «الأسر المتخصصة» كرست نفسها تماما لإنتاج المحاصيل النقدية أو توفير الخدمات وقد جنت مكافآت كبيرة. الصورة العامة كانت في زيادة التخصيص والتبادل في الاقتصاد الريفي والمجتمع بشكل عام. ارتفع الدخل في المناطق الريفية بسرعة، ويرجع ذلك جزئيا للدولة. ولزيادة الكبيرة في الأسعار التي تدفع المحاصيل الأساسية للامام وذلك جزئيا بسبب النمو الاقتصادي الذي يحفزه التوسع في الأسواق وإعادة اكتشاف الميزة النسبية.

## دور الاُسر الريفية
كان تزايد إلغاء نظام المزارع الجماعية يوفر خيارات للأسر الفردية ويجعل أرباب الأسر مسؤولون بشكل متزايد عن النجاح الاقتصادي لأسرهم. في عام 1987 على سبيل المثال، كان ممكنا من الناحية القانونية المغادرة من القرية والانتقال إلى بلدة مجاورة للعمل في المصانع الصغير، أو فتح موقف لبيع الحساء، أو إقامة مشروع تجاري للمزارعين، ومع ذلك لا يمكن أن تنتقل قانونيا إلى المدن متوسطة الحجم أو الكبيرة. ذكرت الصحافة الصينية زيادة تقدير الريف للتعليم وزيادة الرغبة في الصحف والمجلات، فضلا عن أدلة مكتوبة بشكل واضح عن الصفقات مربحة مثل جمع الأرانب وتربية النحل. بما أن التخصيص وتقسيم العمل متزايد، جنبا إلى جنب مع وجود اختلافات واضحة على نحو متزايد في مستويات الدخل والمعيشة، أصبح أكثر صعوبة لتشمل معظم السكان في المناطق الريفية. خلال فترة الثمانينات، كانت وتيرة التغيير الاقتصادي والاجتماعي في الريف الصيني سريعة.

## عواقب الإصلاح الريفي
احتفظت الدولة بصلاحياتها ودورها في الاقتصاد الريفي في الثمانينات. وتم إلغاء نظام المزارع الجماعية. ففي بعض الأحيان، فرضت قوانين على المجتمعات التي كانت تعتمد الأساليب الجماعية، ولكن سمحت للأسر والمجتمعات المحلية بحرية أكبر في أن يقرروا ماذا ينتجون، والسماح بنمو الأسواق الريفية والصناعات الصغيرة، وتدخلت الدولة مرة أخرى في الإشراف المباشر والحصص الإلزامية في فترة الستينات والسبعينات.
بعد إلغاء نظام المزارع الجماعية في العديد من المناطق، أصبحت الوظائف الإشرافية على الكوادر قليلة، ولم يعد هناك حاجة للإشراف على العمل في الحقول الجماعية. وأصبحت بعض الكوادر الإدارية متفرغة في مكاتب البلدة. استفاد الآخرين من الإصلاحات من خلال إنشاء أسر متخصصة في الإنتاج أو عن طريق تأجير الممتلكات الجماعية بأسعار مواتية. واستفادت الكوادر السابقة من خلال شبكات اتصالها من الإجراءات الإدارية، وكانت في وضع أفضل من المزارعين العاديين من خلال الاستفادة من الفرص التي تتيحها نمو الأسواق والنشاط التجاري. حتى تلك الكوادر كرست تماما لزيادة دخل الأسر الخاصة، حيث وجدت أن خدمة زملائهم القرويين كان من الضروري والقيام بدور رجال الأعمال. وكانت الكوادر على مستوى القرية في منتصف الثمانينات تعمل بشكل أقل باعتبارهم مرشدين زراعيين ومستشاري تسويق.
من قبل عام 1987 كان المجتمع الريفي أكثر انفتاحا وتنوعا مما كان عليه في سنوات الستينات والسبعينات، كانت الوحدات الجماعية صارمة  في تلك الفترة، والذي يعكس اهتمام الدولة بالأمن، حيث حل محلها مجموعات من وحدات أصغر. ظهر بالهيكل الجديد مرونة الأولوية وضعت على الكفاءة والنمو الاقتصادي والامن الغذائي، بمعنى وجود إمدادات كافية من المواد الغذائية وضمانات من الدعم لذوي الاحتياجات الخاصة والأيتام والمسنين، لان أقل من نصف سكان الصين يعيشوا في انعدام للأمن وكان هناك مخاطر مجتمع ما قبل عام 1950، ولكن كانت التكاليف وعدم كفاءة النظام الجماعي الجديد في عقولهم، وكانت زيادة التخصيص وتقسيم العمل ليس من المرجح أن ينعكس سلبيا. في المناطق الريفية أهمية العمل الجماعي قد تضاءلت، على الرغم من أن الناس ما زالوا يعيشون في القرى وبعد انخفاض مستوى الكوادر الإدارية، تأثر المزارعين العاديين والتجار بطرق مباشرة.
الدولة لا تزال تهيمن على الاقتصاد، وتسيطر على إمدادات السلع الأساسية. حيث أن الأعمال التجارية  في الأسواق، والعقود الممنوحة تخضع للضريبة. حيث استند النظام الطبقي في الفترة الماضية على التسلسل الهرمي للكوادر غير المتخصصة وظيفيا التي كانت تقلل من عدد الفلاحين. تم استبدالها في فترة الثمانينات بنخبة جديدة من الأسر ورجال الأعمال المتخصصة اقتصاديا الذين تمكنوا من التوصل إلى تفاهم مع الكوادر الإدارية وتمكنوا من الوصول إلى العديد من الموارد اللازمة لتحقيق النجاح الاقتصادي. لا تزال لدى الكوادر المحلية في السلطة تفرض الرسوم والضرائب، وجميع أنواع الابتزاز. كانت قواعد النظام الجديد غير واضحة، واستمر النظام الاقتصادي والاجتماعي في التغيير استجابة للنمو السريع في التجارة الريفية والصناعة والإصلاحات الاقتصادية الوطنية.

## قوانين وامتيازات
أنتجت زيادة النشاط التجاري درجة عالية من الغموض، وخصوصا في مناطق مثل قوانغدونغ وجيانغسو، حيث كان النمو الاقتصادي الريفي أسرع. ولم يكن هناك دور صحيح للمسؤولين المحليين من حقوق وواجبات على أصحاب المشاريع الجديدة. كان الخط الفاصل بين الاستخدام العادي من الاتصالات الشخصية والمحسوبية مما ادى إلى فساد غامض. كانت هناك تلميحات في تطوير نظام من العلاقات الزبائنية، والتي عملت عليه الكوادر الإدارية حيث منحت امتيازات للمزارعين العاديين في مقابل الدعم، والاحترام، وهدايا من حين للآخر. ربما يعكس العدد المتزايد من حالات الفساد التي أعلن عنها في الصحافة الصينية، الافتراض السائد بأن الإصلاحات الاقتصادية والتي عملت على إلغاء نظام المزارع الجماعية والريفية التي ادت إلى الفساد. وكانت الزيادة واضحة في الصفقات  الغامضة في العديد من المعاملات والعلاقات. كانت دعوات الحزب المتكررة لتحسين «الحضارة الروحية الاشتراكية» ومحاولات من السلطات المركزية على حد سواء لخلق نظام القانون المدني وتعزيز الاحترام لأنه يمكن أن يكون حل لهذه المشكلة. على المستوى المحلي يعمل الكوادر ورجال الأعمال في التفاوض المستمر في القوانين، وكان يفترض أن تعالج المشكلة بطريقة أكثر وضوحا.

## معاش الأسرة
في المجتمع الصيني الماضي، كان يقدم الدعم وسبل العيش والأمن لكل فرد. واليوم وتكفل الدولة هذا الأمن لأولئك الذين ليس لهم أسر. الأسر تعمل كوحدات تتقاسم المسؤولية على المدى الطويل بالنسبة لكل فرد. لقد تغير دور الأسر، لكنها تبقى مهمة خصوصا في الريف. أفراد الأسر في القوانين والأعراف، تدعم أعضائها المسنين وذووي الأحتياجات الخاصة. الدولة تعمل من خلال وحدات عمل لتوفر الدعم والفوائد للأسر المحتاجة. حيث أن الأسر تجمع الدخل بشكل منتظم، ومستوى أي فرد من المعيشة يعتمد على عدد العاملين في كل أسرة وعلى عدد من يعولهم. وأعلى مستويات الدخل عادة ما يكون في الأسر التي يكون فيها أكثر من فرد يعمل، مثل الأبناء الكبار الغير متزوجين أو البنات.
في وقت متأخر في المجتمع التقليدي، حجم الأسرة اختلف حسب الطبقة المعيشة. كان ملاك الريف والمسؤولين الحكوميين يملكون أكبر عائلات والفلاحين الفقراء عائلاتهم أصغر. الشريحة الأكثر فقرا من السكان والعمال الفقراء، لا يمكنهم أن يتحملوا تكاليف الزواج وتكوين أسر. الأزواج الذين انجبوا بنون والذين ليس لديهم أطفال اعتمدوا بيع وشراء الأطفال الرضع. وكان بعضهم يذهب ليعيش مع العائلات الأخرى، وكان بعض بنات العائلات يتزوجن الرجال المستعدين للزواج وينتقلن إلى أسرهم، ويتخلن عن أسرهم الأصلية وأحيانا حتى ألقابهم الأصلية يتخلوا عنها. ولكن أيضا كان يوجد عائلات تنجب بنات لتبيعهن كالعاهرات. وكان الاختلاف في حجم الأسرة والتعقيد نتيجة التباين في الطبقات ومستوى المعيشة والاقتصاد.
الأسر الريفية في المجتمع المعاصر لم تعد تجعل الأرض الخاصة بها تنتقل من جيل إلى جيل. كان يسمح لها امتلاك وبيع المنازل، لسداد النفقات الطبية والرسوم المدرسية لأطفالهم. وفقا لنظام البلديات في أعوام 1958-1982، دخل العائلات يعتمد على عدد الفلاحين الذين يساهمون في الحقول الجماعية. هذا كان جنبا إلى جنب مع القلق إزاء مستوى الدعم للمسنين أو المعوقين التي تقدمها الوحدة الجماعية. تحت الإصلاحات الزراعية التي بدأت في أواخر السبعينات، لعبت الأسر في الدور الاقتصادي بشكل أكبر وكانت أكثر مسؤولية. عددرالأفراد العاملين في الاسرة لا تزال المحدد الرئيسي للدخل. لكن النمو الاقتصادي الريفي والتسويق متزايد. طالما استمر هذا الاتجاه الاقتصادي في الريف في أواخر الثمانينات، من المرجح أن يكون التعليم أفضل لأطفال الفلاحين.
وكانت النتيجة من التغييرات العامة في الاقتصاد الصيني وفصل أكبر من العائلات والمؤسسات الاقتصادية وتوحيد أشكال الأسرة منذ عام 1950، ومع اقتراب عام 1987 معظم أسر الفلاحين  امتلكوا بعض الأراضي. وتألفت هذه الأسرة من خمسة أو ستة أشخاص مبنية على الزواج بين الشباب والبنات وتنتقل البنت إلى عائلة زوجها.وكان هناك أشكال اسر أخرى إما كبيرة جدا ومعقدة أو صغيرة. الدولة حظرت المعاشرة بدون زواج، وزواج الأطفال وبيع الإناث، التي كانت تمارس في السابق، على الرغم من انها لم تكن شائعة. وكانت زيادة متوسط العمر المتوقع تعني أن نسبة الأطفال الذين على قيد الحياة أكبر، وأن متوسط العمر من الكبار أكثر في الستينات أو السبعينات. لان الاسر كانت قادرة على تحقيق الهدف التقليدي للأسرة المكونة من ثلاث افراد في الثمانينات. وكانت المزيد من الأسر الريفية تملك عدد أقل من الأيتام والأرامل الشابات. الآن عدد قليل من الرجال احتفظوا بحالة واحدة مدى الحياة (اما الزواج أو بقائهم عزاب). وعلى الرغم من أن الطلاق كان ممكنا فقد كان نادر ما يحدث، وكانت الأسر مستقرة وموحدة.
وقد نجا عدد من الأسر من المواقف التقليدية دون الاستجابة لها. في انه يجب من الجميع أن يتزوجوا. الزواج الدائم يتطلب أن  المرأة يجب أن تنتقل إلى عائلة زوجها، ولا يزال يتم قبول عدد أكبر في كل عائلة  في القانون. والحكومة خصصت جهدا كبيرا في السيطرة على عدد المواليد وحاولت الحد من عدد الأطفال لكل زوجين. ولكنها لم تحاول السيطرة على النمو السكاني عن طريق الاقتراح بأن بعض الناس لا ينبغي أن يتزوجوا على الإطلاق.
في الماضي، تم توسيع مبادئ القرابة داخل المجموعات المحلية، وكانت تستخدم لتشكيل مجموعات واسعة النطاق، مثل الأنساب. كانت الأنساب متميزة جدا في الأسر، كانوا أساس الجماعات اقتصادية والسياسية للشركات. كانت الانساب تسيطر على الأرض. في بعض مناطق الصين، سيطرت على مجموعات من القرى بأكملها وملكت معظم الأراضي الزراعية. على غرار معظم الجمعيات التقليدية الأخرى، كانت الأنساب تهيمن على الاغنياء والمتعلمين. دفع الفلاحين العاديين أكبر قدر من محاصيلهم إلى مجموعات النسب كما أن مجموعات النسب في بعض الاحيان تسلب الأراضي من مالكيها . استنكر الشيوعيين هذه المنظمات التي تستغل الآخرين. قمعت الأنساب في بداية الخمسينات وأراضيهم صودرت وعاد الإصلاح الزراعي.

## الزواج
قانون الزواج لعام 1950 يضمن للجميع الحرية في اختيار شريك الزواج، ومع ذلك في الريف، كان هناك عدد قليل من الفرص لزواج الرجل أو الفتاة للشخص الذي يحبه. في القرى كان هناك القليل من التسامح العام للمزاح أو المحاداثات بين الرجال والنساء الغير متزوجين. استمر ذهاب الوسيطا إلى المنزل وكانت تلعب دورا رئيسيا في ترتيب الزيجات. ولم يكن يؤثر قرار الأهل في اختيارات الأبناء سواء كانوا رجال ام نساء.
في الماضي، كان ينظر إلى الزواج باعتباره قلق للعائلات سواء من أهل الفتاه ام الشاب. وكانت الأسر في الزواج  يجمعها أن يكون العريس بوضع قانوني مكافئ، أو أسرة العريس تكون ذات مكانة أعلى إلى حد ما. وقد استمر هذا الجانب من أنماط الزواج حتى تغيرت التقاليد. لأنه تم القضاء على الثروة الموروثة كعامل هام، وقد تحول تقييم الثروة إلى التركيز على الازدهار في المستقبل. وكانت الفتيات يفضلن الازواج العاملين في الكوادر الإدارية، وأعضاء الحزب العاملين في المؤسسات الحكومية الكبيرة. على العكس من ذلك، في بداية الخمسينات إلى اواخر السبعينات كان الرجال من القرى الفقيرة يجدوا صعوبة في العثور الزوجات، وطبقة الفلاحين، كانوا يملكون احتمالات سيئة في زواج.

## بنية المجتمع
وقد عاش معظم الريفين في واحدة من 900,000 قرية، في متوسط عدد السكان في كل قرية من 1000 إلى 2000 شخص. كانت القرى مستقلة، مكتفية ذاتيا، وكان العالم الاجتماعي في الفلاحين الصينيين تجاوز قراهم. تقريبا جميع الزوجات الجدد تأتي إلى القرية من قرى أخرى. تجمع القرويين روابط قرابة وثيقة مع العائلات في قرى أخرى، والزواج يكون على مستوى القرى.
قبل عام 1950 مجموعات من القرى تركز على الاسواق الصغيرة في المدن التي ترتبط معها في الاقتصاد والمجتمع على نطاق واسع. وكان معظم الفلاحين يسيروا بضع ساعات على الأقدام أو أقل إلى سوق المدينة، الذي لم تتح الفرصة لهم لشراء والبيع فيه ولكن كانت هناك فرصة  للترفيه وكسب المعلومات، والتواصل الاجتماعي، ومجموعة كبيرة من الخدمات المتخصصة. القرى حول الاسواق شكلت وحدة اجتماعية، على الرغم من أن الرؤيا لم تكن واضحة إلى ان القرى كانت مهم للغاية.
من بداية الخمسينات، جعلت الصين الحكومة الثورية تبذل جهودا كبيرة لوضع الدولة وأيديولوجيتها في اتصال مباشر مع القرى وكنس الوسطاء والسماسرة الذين يفسروا بشكل تقليدي السياسات المركزية والقيم الوطنية للقرويين. وكانت الدولة والحزب ناجحة عموما، وانشاءات درجة غير مسبوقة من التكامل السياسي والأيديولوجي في القرى على مستوى الولاية والوعي لرفع مستوى اهداف وسياسة الدولة.
وكانت النتيجة غير مفهومة للسياسات الاقتصادية والسياسية في الخمسينات والستينات، نوعية الشركات في قرى الصين تضييق الآفاق الاجتماعية لسكان القرية. إصلاح الأراضي وإعادة تنظيم القرى كان هو بنظر الناس هو عمل البلديات، وكانت الحدود واضحة بين أراضي القرى وتلك القرى المجاورة الغت التوجيه المركزي من العمل في الحقول الجماعية وأصبح مستحيلا مع الإصلاح الأراضي. ونظم تسجيل الأسر في البلديات وأصبح القرويين ينتمون إلى مستوطنات وطنهم، وجعلت من المستحيل بالنسبة لهم البحث عن عمل في مكان آخر. وأصبح هناك تعاون بين القرويين وكانت هناك علاقات جيدة مع زعماء القرى وأكثر أهمية مما كانت عليه في الماضي. ورافق قمع الأسواق الريفية حملة لتحقيق الاكتفاء الذاتي في إنتاج الحبوب وغيرها من الأنشطة الاقتصادية، وتم تشديد التضيق على العلاقات الاجتماعية فضلا عن العواقب الاقتصادية. وكان معظم الفلاحين لا يوجد لديهم سبب ولا فرصة لتنظيم رحلات إلى المدينة، وكانت فرص التبادل تتضاءل بين سكان القرى. أدى إلغاء نظام المزارع الجماعية في بداية الثمانينات إلى إحياء التسويق في المناطق الريفية، وتخفيف حدود الضوابط في الهجرة. فتحت القرى وتتضاءلت الحدود الاجتماعية من حولها، العالم الاجتماعي بين الفلاحين توسع، واتخذ المجتمع التسويق على أنه عامل مهم.

## الرعاية الصحية

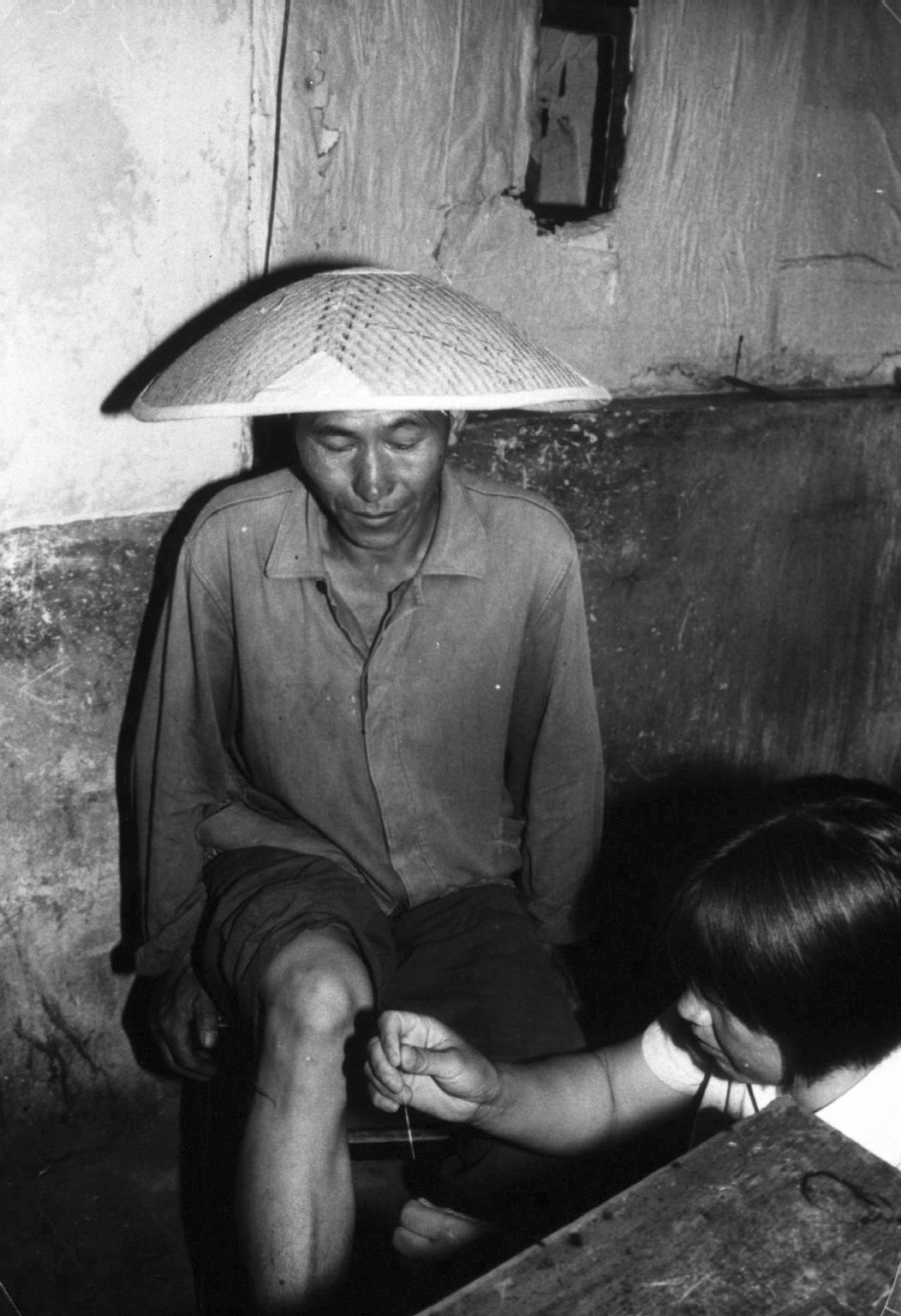
طبيب صيني يقوم بالوخز بالإبر

بعد عام 1949، في المناطق الريفية قدم نظام الرعاية الصحية الصيني المستوى الأول من «الأطباء الحفاة» الذين يعملون في المراكز الطبية في كل قرية. وقدموا الخدمات الوقائية والرعاية الأولية، بمتوسط اثنين من الأطباء لكل 1,000 شخص. في المستوى التالي كانت المراكز الصحية في البلدة، تعمل كالعيادات في المقام الأول لحوالي 10,000 إلى 30,000 شخص. وكان لهذه المراكز من عشر إلى ثلاثين سريرا، وكان الأعضاء المساعدين أكثر تأهيلا في مساعدة الأطباء. طبقات المستوى الأدنى شكلوا «النظام الصحي الجماعي في المناطق الريفية» التي قدمت أكثر من رعاية طبية في البلاد. اما الامراض والحالات الأخطر أحيلت إلى الدرجة الثالثة والأخيرة  في مستشفيات المحافظة، التي كانت تتكون من 200,000 إلى 600,000 شخص وكان يعمل في هذه المسشفيات كبار الأطباء الذين يحملون شهادات من كليات الطب لمدة 5 سنوات.
في أواخر القرن ال20 وأوائل القرن ال21، أصبحت تتوافر الرعاية الصحية بشكل اوسع والجودة اختلفت على نطاق واسع من المدينة إلى الريف. وفقا لتعداد البيانات في عام 1982 في المناطق الريفية كان معدل الوفيات من 1.6 إلى 1000 أعلى من المناطق الحضرية، وكان متوسط العمر المتوقع أقل عن 4 سنوات. وكان عدد كبار الأطباء لكل 1,000  من عدد السكان في المناطق الحضرية أكثر ب 10 اضعاف من المناطق الريفية.

## اقرأ أيضا
- الصين
- الحزب الشيوعي الصيني
- ماو تسي تونغ
- بكين